# Acetofenidy

Strukturní vzorec jednoduchého acetopfenidu

Acetofenidy jsou organické sloučeniny obsahující funkční skupiny vzniklé jako cyklické ketaly diolů s acetofenony.
Tato skupina se vyskytuje v některých léčivech, konkrétně algestonacetofenidu (dihydroxyprogesteronacetofenidu) a amcinafidu (triamcinolonacetofenidu).